# آلفرد ویلهلم استنفورس
آلفرد ویلهلم استنفورس (سوئدی: Alfred Wilhelm Stenfors)، که به اختصار A. W. Stenfors نیز نامیده می‌شود، (۲۶ اکتبر ۱۸۶۶ در هوللولا - ۲۲ مه ۱۹۵۲ در واسا) یک معمار فنلاندی و مدیر کل هیئت ساختمان‌های عمومی فنلاند بود.
استنفورس در سال ۱۸۹۰ به عنوان معمار از مؤسسه پلی‌تکنیک فنلاند فارغ‌التحصیل شد. او در همان سال به عنوان معمار کمکی هیئت ساختمان‌های عمومی فنلاند منصوب شد. استنفورس به واسا نقل مکان کرد، و از سال ۱۸۹۴ تا ۱۹۱۱ در مدرسه متوسطه واسا به تدریس نقاشی پرداخت. استنفورس علاوه بر سمت تدریس، به عنوان دستیار معمار و سرپرست موقت دفتر ساختمان شهرستان واسا یا به اصطلاح معمار استان نیز فعالیت داشت.